# Museo del Barro
El Museo del Barro, oficialmente llamado Centro de Artes Visuales Museo del Barro, es un museo situado en las afueras de Asunción, capital de Paraguay.
Fue fundado en 1979 como una institución privada. También se lo conoce como el museo de la arcilla, porque gran parte de su colección son las piezas de arcilla y barro hechas por indígenas. El museo contiene piezas de cerámica precolombina y trabajos en madera, encajes y materiales de arte contemporáneos.
Es una institución de acceso libre y gratuito cuyo objetivo principal es poner a disposición diversas expresiones visuales del Paraguay e Iberoamericana, poniendo de manifiesto la diversidad cultural y étnica del país.

## Historia
Algunos hitos vinculados a la historia del Museo son:
- En 1972: Olga Blinder y Carlos Colombino crean la Colección Circulante.
- En 1979: Se construye la primera edificación ubicado en el barrio Isla de Francia de Asunción. Ese año se crea el Museo del Barro.
- En 1980: Se abre el del Museo del Barro en San Lorenzo,bajo la iniciativa de Ysanne Gayet, Carlos Colombino y Osvaldo Salerno.
- En 1983: Se traslada el Museo del Barro a Asunción y aumenta su colección más allá de la cerámica, introduciendo platería, encajes, etcétera.
- En 1984: Se inaugura la Sala “Josefina Plá” que fue construido en 1979.
- En 1987: Se inicia el programa del Centro de Artes Visuales (CAV) en el barrio de Isla de Francia, que reunirá tres visiones del arte paraguayo: urbano, rural e indígena.
- En 1988: Se instala el Museo del Barro de forma permanente en el inmueble del Centro de artes visuales.
- En 1989: Se inaugura el pabellón del Museo Paraguayo de Arte Contemporáneo y se instituye la fundación "Carlos Colombino Lailla", que recibe el edificio y las diferentes colecciones.
- En 1992: Se construye el pabellón del Museo de Arte Indígena (MAI) con aportes de la Agencia Española de Cooperación Internacional (AECI).
- En 1993: Se clausura por dos años para restauración a causa de un tornado.
- En 1995: Se reabre el Museo renovado.
- En 1996: Se incorporan las salas especiales dedicadas a los pintores Ignacio Núñez Soler y Carlos Federico Reyes (Mita'i Churi) y el Gabinete "Florian Paucke".
- En 2004: Se incorpora el Gabinete del Cabichuí, dedicado a la colección de los xilograbados de los periódicos Cabichuí, El Centinela y Cacique Lambaré.[4]

### Arquitectura
El Museo del Barro se construyó en 1979, bajo el proyecto de Carlos Colombino en Isla de Francia. La primera sala conocida como: “Josefina Plá”, fue inaugurada en 1984. A finales de los 80 y en los 90, se va ampliando edilicia-mente, incorporando la sala de arte indígena, las salas permanentes de las colecciones de cerámicas y talla popular y la sala de arte urbano.
"La suya es una intervención modernista en el paisaje cálido, húmedo, terroso a veces y otras veces verde intenso del ambiente paraguayo, traducida en líneas rectas netas, planos blancos o de colores vibrantes (hay un azul que se descubre aquí y allá). Introduce moderadas dosis de violencia rectilínea en ese paisaje, aunque rara vez presenta ángulos rectos. Diagonales, ángulos agudos, puntas que se elevan exentas de los muros, filos, aberturas trapezoidales, rajas altísimas, introducen algo de irracional, algo de desmesura expresiva en sus formas arquitectónicas que –dimensiones y color mediante- vibran en armonía con el entorno.”"